# ヴァーツラフ3世 (ボヘミア王)
ヴァーツラフ3世（Václav III., 1289年10月6日 - 1306年8月4日）は、ハンガリー王（在位：1301年 - 1305年）、後にボヘミア王（在位：1305年 - 1306年）、ポーランド王（在位：同）を兼ねたプシェミスル朝の最後の国王。ハンガリー王としての名はヴェンツェル（Vencel）、ポーランド王としての名はヴァツワフ3世（Wacław III）。ボヘミアとポーランドの王ヴァーツラフ2世の息子で、母はハプスブルク家のドイツ王ルドルフ1世の娘ユッタ。

## 生涯
1301年、ハンガリー最初の王家であったアールパード家が断絶すると、父ヴァーツラフ2世の母方の祖母アンナがベーラ4世の王女であったことから、父によってハンガリー王として送り込まれて即位することとなった。1305年に父が早世すると、ボヘミアとポーランドの王位を継承した。その際にハンガリー王位は放棄し、代わって下バイエルン公オットー3世が獲得した。
翌1306年のポーランド遠征に向かう途上、オロモウツで暗殺された。16歳没。父の王位を継承した年にチェシン公ミェシュコ1世の娘ヴィオラ・エルジュビェタと結婚していたが子供はなく、ヴァーツラフ3世の死によってプシェミスル朝は断絶した。
その後、ポーランドではヴワディスワフ1世が即位してピャスト朝が再興した。ハンガリーでは1307年にカーロイ1世がオットー3世から王位を奪取し、アンジュー朝を興した。ボヘミアでは、妹アンナの夫ケルンテン公ハインリヒ6世と、父の後妻リクサ・エルジュビェタと結婚したオーストリア公ルドルフ3世（ヴァーツラフ3世の母方の従兄に当たる）が王位を争った後、アンナの妹エリシュカと結婚したルクセンブルク家のヨハンが王位についた。